# Liste der Einträge im National Register of Historic Places im Rock Island County

Lage des Rock Island County in Illinois

Die Liste der Einträge im National Register of Historic Places im Rock Island County in Illinois führt alle 26 Bauwerke und historischen Stätten im Rock Island County auf, die in das National Register of Historic Places aufgenommen wurden.

## Legende
| NRHP | Historic Place             |
| HD   | Historic District          |
| NHL  | National Historic Landmark |

## Aktuelle Einträge
| Lfd. Nr. | Name im NRHP                                  | Bild                                          | Jahr der Eintragung | Adresse / Lage | Ort         | NRHP-ID  | Bemerkungen |
| -------- | --------------------------------------------- | --------------------------------------------- | ------------------- | --- | ----------- | -------- | --- |
| 1        | Black Hawk Museum and Lodge                   | Black Hawk Museum and Lodge                   | 1985                | 1510 46th Avenue 41° 27′ 51″ N, 90° 34′ 21″ W                                                                                   | Rock Island | 85002402 | Im Colonial-Revival-Stil errichtetes Hotel innerhalb des State Parks, das zudem das Museum beherbergt                                                              |
| 2        | Black’s Store                                 | Black’s Store                                 | 1976                | 1st Avenue 41° 33′ 25″ N, 90° 24′ 51″ W                                                                                         | Hampton     | 76000727 | Bei der Eröffnung in den 1840er Jahren war Black’s Store das größte Handelshaus in ganz Nordwest-Illinois. Im Gebäude gab es den ersten Aufzug in der Region       |
| 3        | Broadway Historic District                    | Broadway Historic District                    | 1998                | Abgegrenzt durch 17th und 23rd Street, 5th und 7th Avenue, Lincoln Court sowie 12th und 13th Avenue 41° 30′ 8″ N, 90° 34′ 18″ W | Rock Island | 98001046 | Historisches Distrikt, das mehr als 550 Häuser im viktorianischen Stil enthält                                                                                     |
| 4        | Chippiannock Cemetery                         | Chippiannock Cemetery                         | 1994                | 2901 12th Street 41° 28′ 54″ N, 90° 34′ 40″ W                                                                                   | Rock Island | 94000437 | Almerin Hotchkiss entwarf den städtischen Friedhof nach dem Muster des Mount Auburn Cemetery in Massachusetts.                                                     |
| 5        | Connor House                                  | Connor House                                  | 1988                | 702 2th Street 41° 30′ 18″ N, 90° 34′ 19″ W                                                                                     | Rock Island | 88001227 | Frühes Beispiel für den so genannten Queen Anne Style in Rock Island; das Gebäude befindet sich inmitten des Broadway Historic District                            |
| 6        | John Deere House                              | John Deere House                              | 2003                | 1217 11th Avenue 41° 30′ 6″ N, 90° 31′ 10″ W                                                                                    | Moline      | 02001756 | Im Second-Empire-Stil errichtetes letztes Haus des Erfinders und Industriellen John Deere                                                                          |
| 7        | Denkmann-Hauberg House                        | Denkmann-Hauberg House                        | 1972                | 1300 24th Street 41° 29′ 33″ N, 90° 34′ 24″ W                                                                                   | Rock Island | 72000466 | Von Robert C. Spencer im Prairie-Houses-Stil errichtetes Wohnhaus der Philanthropen John und Susanne (Denkmann) Hauberg                                            |
| 8        | Fort Armstrong Hotel                          | Fort Armstrong Hotel                          | 1984                | 3rd Avenue Ecke 19th Street 41° 30′ 34″ N, 90° 34′ 23″ W                                                                        | Rock Island | 84000327 | 1926 im Stil der Neorenaissance errichtetes Luxushotel |
| 9        | Fort Armstrong Theatre                        | Fort Armstrong Theatre                        | 1980                | 1826 3rd Avenue 41° 30′ 36″ N, 90° 34′ 18″ W                                                                                    | Rock Island | 80001407 | 1920 im Art-déco-Stil errichteter Kinopalast |
| 10       | Joseph Huntoon Homestead                      |                                               | 1986                | 821 16th Street 41° 30′ 13″ N, 90° 30′ 45″ W                                                                                    | Moline      | 78001182 | |
| 11       | Industrial Home No. 94                        |                                               | 1999                | 2100 3rd Avenue 41° 29′ 47″ N, 90° 35′ 33″ W                                                                                    | Rock Island | 79000866 | |
| 12       | LeClaire Hotel                                | LeClaire Hotel                                | 1994                | 19th Street Ecke 5th Avenue 41° 30′ 31″ N, 90° 30′ 41″ W                                                                        | Moline      | 94000025 | 1915 eröffnetes Fünfzehnstöckiges im Stil der Neorenaissance errichtetes Hotel, zum Zeitpunkt der Eröffnung höchstes Gebäude im Gebiet der Quad Cities             |
| 13       | Lincoln School                                | Lincoln School                                | 1985                | 7th Avenue Ecke 22nd Street 41° 30′ 20″ N, 90° 34′ 9″ W                                                                         | Rock Island | 85001910 | 1893 eröffnetes im Stil der Neuromanik errichtetes Schulgebäude; entworfen von E.S. Hammatt, bis 1980 als Schule genutzt                                           |
| 14       | Lock and Dam No. 15                           | Lock and Dam No. 15                           | 2004                | Nordwestlich der Rodman Avenue unterhalb der Government Bridge 41° 31′ 4″ N, 90° 33′ 58″ W                                      | Rock Island | 04000175 | Weltgrößtes Walzenwehr |
| 15       | Moline Downtown Commercial Historic District  | Moline Downtown Commercial Historic District  | 2007                | Reicht von der 12th Street bis zur 18th Street und von der 4th Avenue bis zur 7th Avenue 41° 30′ 25″ N, 90° 30′ 55″ W           | Moline      | 07000856 | 0,13 km² großes Areal in der Innenstadt von Moline mit rund 100 Gebäuden von historischer Bedeutung                                                                |
| 16       | Old Main, Augustana College                   | Old Main, Augustana College                   | 1975                | 7th Avenue zwischen 35th Street und 38th Street 41° 30′ 15″ N, 90° 32′ 58″ W                                                    | Rock Island | 75000673 | Zwischen 1884 und 1893 im Stil der Neorenaissance errichtetes Gebäude auf dem Campus des Augustana College                                                         |
| 17       | Peoples National Bank Building-Fries Building | Peoples National Bank Building-Fries Building | 1999                | 1729-1731 2nd Avenue und 1723-1727 2nd Avenue 41° 30′ 39″ N, 90° 34′ 30″ W                                                      | Rock Island | 99001381 | Zwei 1876 und 1897 im Stil des Neoklassizismus errichtete zusammengehörige Gebäude im Zentrum von Rock Island                                                      |
| 18       | Potter House                                  | Potter House                                  | 1989                | 1906 7th Avenue 41° 30′ 18″ N, 90° 34′ 25″ W                                                                                    | Rock Island | 89000364 | Im Colonial-Revival-Stil errichtetes Wohnhaus des Zeitungsverlegers Minnie Potter; das Gebäude liegt inmitten des Broadway Historic District                       |
| 19       | Rock Island Arsenal                           | Rock Island Arsenal                           | 1969                | Insel Rock Island inmitten des Mississippi vor der gleichnamigen Stadt 41° 30′ 58″ N, 90° 32′ 21″ W                             | Rock Island | 69000057 | Ehemaliges Gelände des Fort Armstrong; heute größte regierungseigene Waffenfabrik der USA; im Bürgerkrieg Kriegsgefangenenlager                                    |
| 20       | Rock Island Lines Passenger Station           | Rock Island Lines Passenger Station           | 1982                | 3029 5th Avenue 41° 30′ 29″ N, 90° 33′ 20″ W                                                                                    | Rock Island | 82002596 | 1901 eröffnetes im Stil der Neorenaissance errichtetes Bahnhofsgebäude; 1980 geschlossen, dient heute als Bankettsaal                                              |
| 21       | Rock Island National Cemetery                 | Rock Island National Cemetery                 | 1997                | Im Südosten der Insel Rock Island 41° 30′ 46″ N, 90° 31′ 32″ W                                                                  | Rock Island | 97000560 | 1863 während des Bürgerkrieges als National Cemetery angelegt; enthält einen separaten Friedhof für verstorbene konföderierte Kriegsgefangene                      |
| 22       | Sala Apartment Building                       | Sala Apartment Building                       | 2003                | 320-330 19th Street 41° 30′ 32″ N, 90° 34′ 24″ W                                                                                | Rock Island | 03000782 | 1903 und 1913 in zwei Bauabschnitten im Stil der Neorenaissance errichtetes Appartementhaus                                                                        |
| 23       | Stauduhar House                               | Stauduhar House                               | 1982                | 1609 21st Street 41° 29′ 43″ N, 90° 34′ 15″ W                                                                                   | Rock Island | 82002597 | 1895 errichtetes Wohnhaus des Architekten George P. Stauduhar |
| 24       | Villa de Chantal Historic District            | Villa de Chantal Historic District            | 2005                | 2101 16th Avenue 41° 29′ 55″ N, 90° 34′ 13″ W                                                                                   | Rock Island | 05000432 | 1901 als katholische Mädchenschule eröffnet, der größte Teil des 1901 als katholische Mädchenschule eröffneten Hauptgebäudes wurde 2005 durch einen Brand zerstört |
| 25       | Robert Wagner House                           | Robert Wagner House                           | 1990                | 904 23rd Street 41° 30′ 8″ N, 90° 34′ 5″ W                                                                                      | Rock Island | 90000721 | Neoklassizistisches Wohnhaus eines Bierbrauers und Bankiers. erbaut im Jahr 1904, liegt inmitten des Broadway Historic District.                                   |
| 26       | Weyerhaeuser House                            | Weyerhaeuser House                            | 1975                | 3052 10th Avenue 41° 30′ 5″ N, 90° 33′ 19″ W                                                                                    | Rock Island | 75000674 | Wohnhaus des Holzbarons Frederick Weyerhaeuser, der das Haus 1865 kaufte und 1882-1883 gründlich im Second-Empire-Stil umbauen ließ                                |